# Type 99 (granata)
La Type 99 è stata una granata (Kyūkyū-shiki Shurudan in lingua giapponese) in dotazione alla fanteria dell'esercito e della marina dell'Impero giapponese a partire dal 1939. L'ordigno era caricato con acido picrico a differenza delle granate che l'avevano preceduto (ripiene di TNT) e presentava alcune migliorie; diversificato in due versioni a seconda del tipo di spoletta, era impiegabile su un apposito lanciagranate da fucile. La Type 99 fu fabbricata in milioni d'esemplari e fu intensamente adoperata durante la seconda guerra mondiale.

## Storia e impiego
Alla fine degli anni trenta la fanteria dell'esercito imperiale giapponese e delle unità anfibie dipendenti dalla marina imperiale giapponese erano equipaggiate con diversi modelli di bomba a frammentazione: le più diffuse erano la Type 91, in servizio dal 1931, e la Type 97 introdotta sei anni più tardi. Tali ordigni, attivati mediante una spoletta a impatto su oggetto solido, erano stati progettati anche per un uso su lanciagranate di reparto o da fucile ma dettero più volte prova di una certa inefficienza e di pericolosa inaffidabilità. La ragione principale che convinse le forze armate nipponiche a richiedere una nuova granata fu la constatazione che nei climi freddi della Manciuria, le bombe in dotazione avevano accusato una percentuale troppo alta di fallito innesco. Nel 1939 fu dunque rianalizzata la Type 97 e l'anno stesso fu accettata in servizio la nuova granata "Type 99", dalle ultime due cifre del corrispondente anno del calendario imperiale (il 2599). Egualmente alle altre granate, anche la Type 99 doveva potersi usare su congegni di lancio e dunque ne fu progettato uno apposito, immatricolato come Type 100 e in servizio attivo dal 1941.
La granata conobbe una produzione massiccia, che arrivò a circa 11 000 000 di esemplari; fu distribuita ai reparti combattenti in ragione di tre ordigni per soldato. Da notare che l'involucro liscio non generava una frammentazione apprezzabile e che il composto detonante (acido picrico invece che TNT) provocava un'esplosione di potenza inferiore, seppur sempre letale, rispetto alle contemporanee granate alleate. Le truppe statunitensi incontrarono la Type 99 per la prima volta nell'estate 1943 sull'isola di Kiska, nelle Aleutine, e perciò essa divenne nota come "Kiska Grenade". In azione fu utilizzata anche per costruire trappole esplosive, rimuovendo la sicura e nascondendola sotto una superficie sottile, di modo che la pressione esercitata dal piede umano innescasse la detonazione.

## Caratteristiche

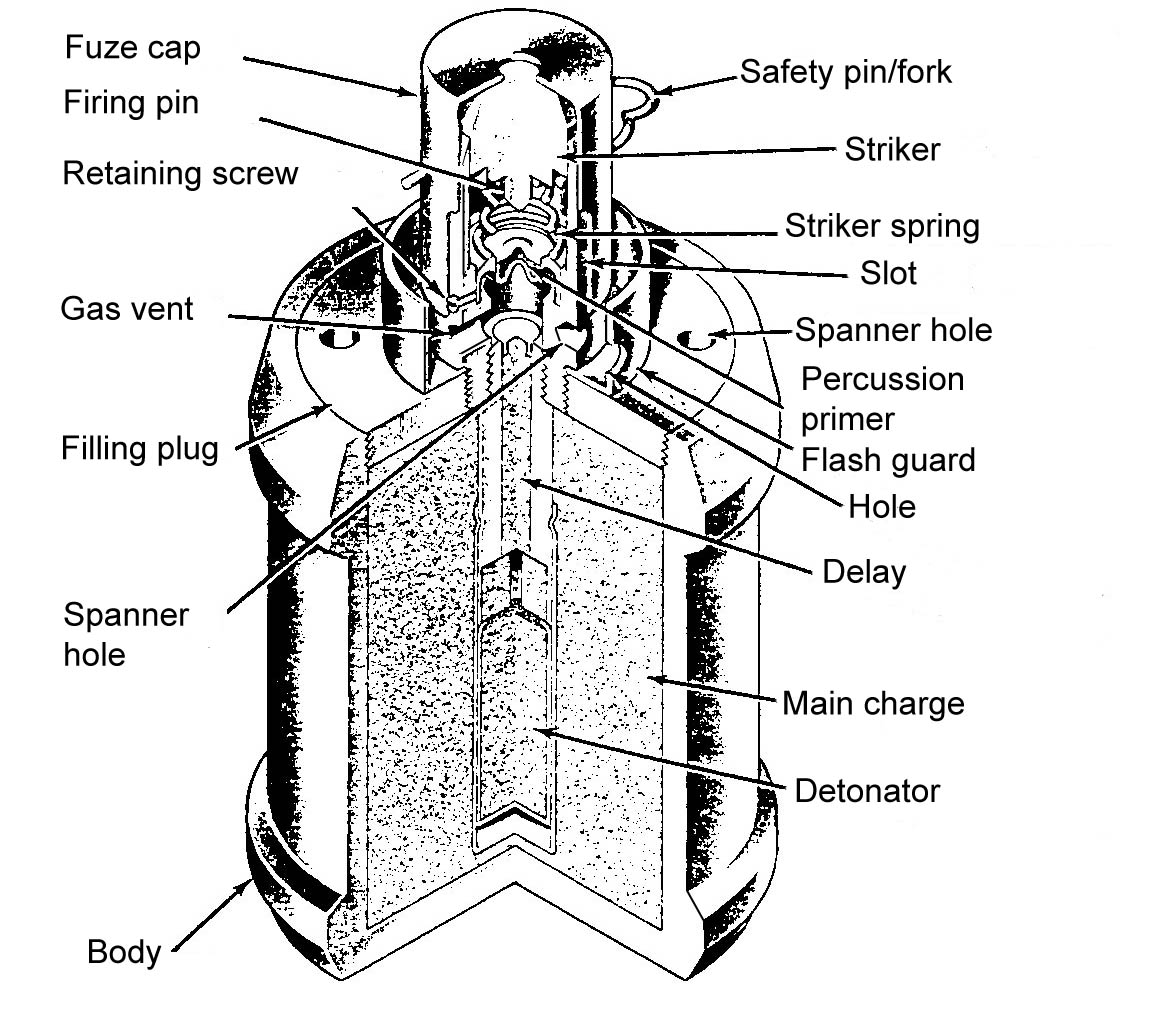
Spaccato della Type 99

La Type 99 era una granata a frammentazione a involucro liscio realizzato in acciaio fuso, di forma cilindrica. Rispetto alle precedenti granate, presentava dimensioni un poco minori: lunghezza di 89 mm, diametro esterno pari a 41 mm, per un peso complessivo di 365 grammi; di questi, 58 grammi rappresentavano la carica esplosiva a base di acido picrico, che per la prima volta nelle bombe a mano giapponesi sostituiva il TNT. Una fonte ritiene invece che il peso fosse pari a 284 grammi. A differenza della Type 91, non aveva il fondo filettato e dunque non poteva essere dotata né del basamento apposito per l'impiego sui lanciagranate di reparto Type 89, né del codolo ad alette allo scopo di spararla dai fucili d'ordinanza Type 38. D'altronde, ciò non era più necessario visto che per tale uso era stato concepito il lanciagranate da fucile Type 100.
Al centro dell'involucro era avvitato un cannello per la spoletta a tempo, che sporgeva dalla sommità; qui erano contenuti il sostegno del percussore, il percussore stesso, una molla, la capsula e la sicura, costituita da una graffetta a forma di "U" dotata di cordicella e i cui denti s'inserivano nel cappellotto. Questo, deputato a tenere insieme i componenti, era di diverso disegno rispetto a quelli in uso sulle granate Type 91 e 97; infatti era stato ottenuto da un pieno, lavorato, e infine assicurato mediante una piccola vite alla spoletta. Alla base, però, presentava ancora il caratteristico piccolo foro, coperto da una guaina in alluminio impermeabile, atto a far uscire i gas durante le operazioni di armamento. Il cannello immerso nell'involucro era occupato da una mistura di polvere di catalizzazione (a base di TNT) e in fondo dal detonatore, il quale poggiava su un tampone morbido, in carta o feltro. Per armare la granata l'operatore non doveva più avvitare verso il basso il percussore, incassato nel proprio alloggiamento nei modelli più vecchi: bastava che rimuovesse la sicura e battesse la testa della spoletta su una superficie solida. Ciò vinceva la resistenza della molla, rompeva un piccolo disco di ottone e permetteva al percussore di accendere l'innesco. La granata veniva dunque lanciata e il detonatore, raggiunto dopo 4-5 secondi dalla fiammella della polvere catalizzatrice, si attivava e faceva esplodere la carica di acido picrico. Il funzionamento della Type 99 la rendeva dunque adatta anche nelle trappole esplosive. Visto il peso contenuto, il lancio manuale poteva coprire una distanza media di 40 metri, laddove le Type 91 e 97 arrivavano al massimo a 30 metri.

## Versioni
La Type 99 fu prodotta in due versioni:
- Type 99 Mod. A (Kyūkyū-shiki Shurudan kō-gata): modello base, con ignizione a percussione, descritto nel paragrafo precedente.
- Type 99 Mod. B (Kyūkyū-shiki Shurudan otsu-gata): ideato in un momento imprecisato della seconda guerra mondiale, rimpiazzava la spoletta a percussione con una a frizione. Essa si attivava tirando una cordicella sporgente dal lato superiore dell'involucro; il lasso di tempo precedente lo scoppio era sempre di 4-5 secondi. Le sue dimensioni (approssimate) erano 85 mm di lunghezza, 40 mm di diametro esterno e peso di 340 grammi. Per il resto era identica alla Mod. A.